# Tycjan Tabidze
Tycjan Tabidze (gruz.  ტიციან ტაბიძე, ur. 2 kwietnia 1895 we wsi Szuamta w okręgu wańskim, zm. 1937) – gruziński poeta.
W 1915 współorganizował grupę literacką gruzińskich symbolistów Cisperi rkebi (Błękitne rogi). Jest autorem liryków osobistych, refleksyjnych, m.in. Kaldeas kalakebi (Chaldejskie miejsca) (1917), oraz poświęconych przemianom społeczno-politycznym (poemat Rionis sadguri (Rion port)) (1928) i przyjaźni między narodami (zbiór wierszy Somcheszti (W Armenii)) (1933). Podczas wielkiego terroru w 1937 został aresztowany pod zarzutem nacjonalizmu i zamordowany przez NKWD. Polskie tłumaczenia jego poezji ukazały się w Antologii poezji gruzińskiej (1961), Antologii poezji radzieckiej (1979) i w antologii Poezja gruzińska (1985).

## Życiorys
Tabidze był synem gruzińskiego księdza prawosławnego z prowincji Imereti w zachodniej Gruzji, będącej wówczas częścią guberni Kutais w imperialnej Rosji. Wykształcony na Uniwersytecie Moskiewskim, powrócił do Gruzji, by stać się jednym ze współzałożycieli i głównych ideologów Blue Horns, koterii młodych gruzińskich symbolistów założonej w 1916 roku. Późniejsza twórczość Tabidze łączyła europejskie i azjatyckie trendy w eklektyczną poezję, która znacząco skłaniała się ku futuryzmowi i dadaizmowi, jednocześnie oddając hołd klasykom gruzińskiej literatury, która była atakowana przez wczesne Blue Horns. Po ustanowieniu władzy radzieckiej w Gruzji w 1921 r. wybrał pojednawczą linię wobec reżimu bolszewickiego, ale nie porzucił swojego futurystycznego i dekadenckiego stylu, pomimo połowicznych prób wychwalania "budowniczych socjalizmu". Jego poezja poświęcona historii Kaukazu, w szczególności Imamowi Szamilowi, propagowała "awangardową estetykę transgresyjnej świętości".

Tabidze był bliskim przyjacielem rosyjskiego pisarza Borysa Pasternaka i korespondentem w jego Listach do gruzińskich przyjaciół. Pasternak znał Tabidzego jako "powściągliwą i skomplikowaną duszę, całkowicie przyciągniętą do dobra i zdolną do jasnowidzenia i poświęcenia" i przetłumaczył jego poezję na język rosyjski.